# Mistrzostwa Korei Północnej w Lekkoatletyce 2012
Mistrzostwa Korei Północnej w Lekkoatletyce 2012 – zawody lekkoatletyczne, które odbyły się 4 października w Pjongjangu.
Podczas zawodów Jong Un Sim ustanowiła wynikiem 3,33 nowy rekord Korei Północnej w skoku o tyczce kobiet.

## Wybrane rezultaty
| Konkurencja:     | 1. miejsce    | Rezultat |
| Bieg na 100 m    | Song Un-song  | 10,5h    |
| Bieg na 200 m    | Song Un-song  | 21,1h    |
| Bieg na 10 000 m | Han Sang-guk  | 30:08,8h |
| Maraton          | Pak Song-chol | 2:16:36  |

| Konkurencja:                  | 1. miejsce    | Rezultat |
| Bieg na 1500 m                | Kim Chun-mi   | 4:26,5h  |
| Bieg na 3000 m                | Yun Ae        | 9:38,1   |
| Bieg na 5000 m                | Kim Hye-song  | 16:09,0h |
| Bieg na 10 000 m              | Kim Hye-song  | 33:59,2h |
| Maraton                       | Ro Un-ok      | 2:38:36  |
| Bieg na 100 m przez płotki    | Han Kyong-ae  | 14,1h    |
| Bieg na 3000 m z przeszkodami | Pak Kum-hyang | 10:29,3h |
| Skok o tyczce                 | Jong Un-sim   | 3,33 NR  |
| Skok w dal                    | Kang Hye-sun  | 5,86     |
| Trójskok                      | Kang Hye-sun  | 12,46    |